# 埼玉電灯
埼玉電灯（さいたまでんとう）は、明治後期から大正期に埼玉県北足立郡浦和町（のちの浦和市、現・さいたま市浦和区）を本拠地として存在した電灯電力事業者。

## 概要
1903年（明治36年）12月に資本金5万円で埼玉県北足立郡浦和町（現在のさいたま市浦和区）に設立され、開業当初は浦和電燈株式会社と称していた。1904年7月に50馬力のガソリン機関による火力発電（30KW）を（現在のさいたま市緑区見沼周辺）に建設し開業した。発電方式は直流発電であった。開業直後における埼玉電灯は需要家屋数が200も満たない小規模の電灯電力事業者であり、1908年まで殆ど利益がなく不振であった。雨宮敬次郎の投資グループが経営に参加 1909年下期には設立当初からの経営陣の中心を占めた地元銀行関係者や有力商人・大地主などほぼ半数が退き、雨宮敬次郎の投資グループの桜内幸夫や清水槌太郎を中心とする投資家グループが加わったようである。1908年（明治41年）、発電能力30kW、浦和町を供給地とし需要家数180戸、電灯及び電動機取付数は699個、総電力数24kWであった。1911年（明治44年）、浦和駅構内の照明が電灯に変更。燭光総数32個（内訳：16燭が13個、10燭が16個、5燭が3個）が設置。1912年（大正元年）、供給地域が浦和町の他、蕨町、六辻村、与野町、志木町に拡大し、発電能力は60kw、需要家数726戸、取付電灯燭光数25,836燭光と増加。埼玉電灯の業績も伸び、埼玉電灯から浦和町の公共施設の街灯の寄付もした。なお埼玉電灯は需要の拡大に伴い自給発電から利根発電からの100kWの受電に切り替えた。1922年3月 帝国電灯と合併し、埼玉電灯本社事務所は帝国電灯浦和営業所として営業されていたようである。

### ガス発電機と金属線電球
同年に同時に供給設備の刷新も行われ新技術であるガスを動力とした発電機と金属線電球が導入された。埼玉電灯も60馬力相当のものを導入し1907年ごろから実用化されてきた金属線電球はまだコストが高く、一般的に普及していなかった。埼玉電灯は金属線電球を積極的に導入し供給力の不足を補おうとした。1910年以降埼玉電灯は金属線電球の電灯料金を炭素線電球より安く設定してその導入を試みた結果1913年には金属線電球の比率が全灯数81．5％を占めるにいたった。

### 料金体系
電球とその使用料金の徴収仕組みは現在の従量制(使用量)で支払うシステムはなく、当時は電気器具が電灯しかなかったので、事業所向けでは、
- 半夜燈 - 日暮れから深夜0時まで使用
- 終夜燈 - 日暮れから夜明けまで利用
- 不定時燈 - 客間や土間､集会所などの使用時間が一定でない利用

という3つの料金システムだった。もちろん家庭向けは電燈器具の数と電球のワット数（燭光という単位）で料金を支払うシステムだった。
電気器具は貸与されていた。万一電球が切れた場合無償で交換してくれるシステムだったが、電灯会社にとって電球交換のコストは大きく経営に圧し掛かっていた。